# Distrito electoral de Emerson (condado de Dakota, Nebraska)
Emerson (en inglés: Emerson Precinct) es un distrito electoral ubicado en el condado de Dakota en el estado estadounidense de Nebraska. En el Censo de 2010 tenía una población de 569 habitantes y una densidad poblacional de 5,79 personas por km².

## Geografía
Emerson se encuentra ubicado en las coordenadas 42°19′4″N 96°40′36″O / 42.31778, -96.67667. Según la Oficina del Censo de los Estados Unidos, Emerson tiene una superficie total de 98.36 km², de la cual 98.32 km² corresponden a tierra firme y (0.04%) 0.04 km² es agua.

## Demografía
Según el censo de 2010, había 569 personas residiendo en Emerson. La densidad de población era de 5,79 hab./km². De los 569 habitantes, Emerson estaba compuesto por el 96.31% blancos, el 0.18% eran afroamericanos, el 2.28% eran amerindios, el 0.18% eran asiáticos y el 1.05% pertenecían a dos o más razas. Del total de la población el 4.22% eran hispanos o latinos de cualquier raza.